# El Hadjira (distrito)
El Hadjira é um distrito localizado na província de Ouargla, Argélia, e cuja capital é a cidade de mesmo nome. A população total do distrito era de 22 474 habitantes, em 2008.

## Comunas
O distrito está dividido em duas comunas:
- El Hadjira
- El Allia